# Ralph Kemplen
Ralph Kemplen — né le 8 octobre 1912 à Londres, ville où il est mort le 4 avril 2004 — est un monteur anglais.

## Biographie
Au cinéma, Ralph Kemplen est monteur sur soixante-huit films (principalement britanniques, américains ou en coproduction, y compris quelques documentaires), depuis There Goes the Bride d'Albert de Courville (1932, avec Jessie Matthews) jusqu'au film d'animation Dark Crystal de Jim Henson et Frank Oz (1982).
Fait particulier, il collabore à six réalisations de John Huston, dont L'Odyssée de l'African Queen (1951, avec Humphrey Bogart et Katharine Hepburn) et La Nuit de l'iguane (1964, avec Richard Burton et Ava Gardner).
Parmi ses autres films notables, mentionnons Lazybones de Michael Powell (1935, avec Ian Hunter et Claire Luce), Les Chemins de la haute ville de Jack Clayton (1959, avec Simone Signoret et Laurence Harvey), Oliver ! de Carol Reed (1968) et Chacal de Fred Zinnemann (1973, avec Edward Fox et Michael Lonsdale).
Au nombre des distinctions qu'il reçoit durant sa carrière (voir sélection ci-dessous), il gagne en 1974 le British Academy Film Award du meilleur montage, pour Chacal précité.
Unique contribution à la télévision, Ralph Kemplen monte le téléfilm Macbeth de George Schaefer (1960, avec Maurice Evans et Judith Anderson).
Autre expérience unique, il est réalisateur et scénariste du film britannique The Spaniard's Curse (en) (1958, avec Michael Hordern et Ralph Truman).

## Filmographie

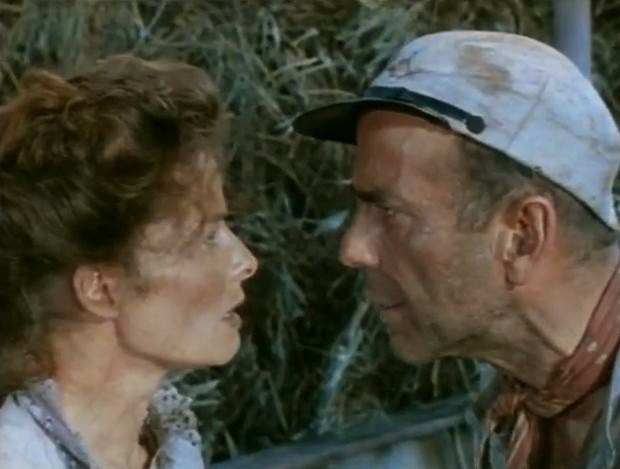
L'Odyssée de l'African Queen (1951) :
Katharine Hepburn et Humphrey Bogart

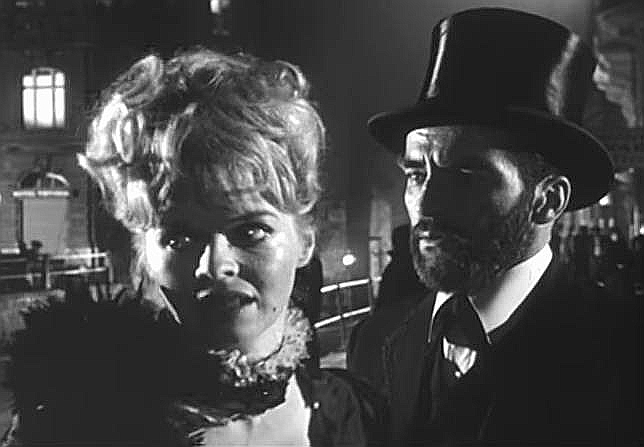
Freud, passions secrètes (1962) :
Susannah York et Montgomery Clift

### Cinéma (sélection)
- 1932 : There Goes the Bride d'Albert de Courville
- 1933 : Le Fantôme vivant (The Ghoul) de T. Hayes Hunter
- 1934 : Mon cœur t'appelle de Serge Veber et Carmine Gallone (film franco-allemand)
- 1935 : Lazybones de Michael Powell
- 1935 : The Triumph of Sherlock Holmes de Leslie S. Hiscott
- 1935 : Scrooge de Henry Edwards
- 1936 : Le Lys brisé (Broken Blossoms) de John Brahm
- 1946 : Carnival de Stanley Haynes
- 1949 : The Romantic Age d'Edmond T. Gréville
- 1950 : Trois des chars d'assaut (They Were Not Divided) de Terence Young
- 1951 : L'Odyssée de l'African Queen (The African Queen) de John Huston
- 1951 : Pandora d'Albert Lewin
- 1952 : Moulin Rouge de John Huston
- 1953 : Plus fort que le diable (Beat the Devil) de John Huston
- 1954 : Cour martiale (Carrington V.C.) d'Anthony Asquith
- 1956 : Trois hommes dans un bateau (Three Men in a Boat) de Ken Annakin
- 1956 : Alexandre le Grand (Alexander the Great) de Robert Rossen
- 1957 : Le Scandale Costello (The Story of Esther Costello) de David Miller
- 1959 : Les Chemins de la haute ville (Room at the Top) de Jack Clayton
- 1960 : Les Dents du diable (The Savage Innocents) de Nicholas Ray
- 1962 : Freud, passions secrètes (Freud: The Secret Passion ou Freud) de John Huston
- 1962 : Le Visage du plaisir (The Roman Spring of Mrs. Stone) de José Quintero
- 1964 : La Nuit de l'iguane (The Night of the Iguana) de John Huston
- 1966 : Ramdam à Rio (Se tutte le donne del mondo) d'Henry Levin et Arduino Maiuri (film italien)
- 1966 : Un homme pour l'éternité (A Man for All Seasons) de Fred Zinnemann
- 1966 : La Bible (The Bible: In the Beginning…) de John Huston
- 1968 : Oliver ! (Oliver!) de Carol Reed
- 1969 : Goodbye, Mr. Chips d'Herbert Ross
- 1973 : Chacal (The Day of the Jackal) de Fred Zinnemann
- 1974 : Le Dossier Odessa (The Odessa File) de Ronald Neame
- 1979 : Bons baisers d'Athènes (Escape to Athena) de George Cosmatos
- 1981 : La Grande Aventure des Muppets (The Great Puppet Caper) de Jim Henson
- 1982 : Dark Crystal de Jim Henson et Frank Oz

### Télévision (intégrale)
- 1960 : Macbeth de George Schaefer (téléfilm)

## Distinctions (sélection)

### Récompense
- 1974 : British Academy Film Award du meilleur montage pour Chacal

### Nominations
- 1969 : British Academy Film Award du meilleur montage pour Oliver !
- meilleur montage :
  - 1953 pour Moulin Rouge
  - 1969 pour Oliver !
  - 1974 pour Chacal